# 2012-es labdarúgó-Európa-bajnokság (keretek)
Ez a szócikk tartalmazza a 2012-es labdarúgó-Európa-bajnokságon részt vevő csapatok által nevezett játékosok listáját. Minden csapatnak huszonhárom játékost kellett neveznie, amelyből három kapusnak kellett lennie. Sérülés esetén a játékos az adott csapat első mérkőzéséig cserélhető egy másikkal.
A játékosok életkora az Eb első napjának, azaz 2012. június 8-i állapotnak megfelelőek.

## A csoport

### Lengyelország
Szövetségi kapitány:  Franciszek Smuda
Franciszek Smuda 2012. május 27-én hirdette ki a 23 fős lengyel keretet.
| Szám | Poszt | Név                   | Születési dátum / Kor           | Válogatottság | Gólok | Klub                  |
| ---- | ----- | --------------------- | ------------------------------- | ------------- | ----- | --------------------- |
| 1    | K     | Wojciech Szczęsny     | 1990. április 18. (22 évesen)   | 9             | 0     | Arsenal               |
| 2    | V     | Sebastian Boenisch    | 1987. február 1. (25 évesen)    | 4             | 0     | Werder Bremen         |
| 3    | V     | Grzegorz Wojtkowiak   | 1984. január 26. (28 évesen)    | 18            | 0     | Lech Poznań           |
| 4    | V     | Marcin Kamiński       | 1992. január 15. (20 évesen)    | 2             | 0     | Lech Poznań           |
| 5    | KP    | Dariusz Dudka         | 1983. december 9. (28 évesen)   | 61            | 2     | Auxerre               |
| 6    | KP    | Adam Matuszczyk       | 1989. február 14. (23 évesen)   | 18            | 1     | Fortuna Düsseldorf    |
| 7    | KP    | Eugen Polanski        | 1986. március 17. (26 évesen)   | 6             | 0     | Mainz 05              |
| 8    | KP    | Maciej Rybus          | 1989. augusztus 19. (22 évesen) | 19            | 1     | Tyerek Groznij        |
| 9    | CS    | Robert Lewandowski    | 1988. augusztus 21. (23 évesen) | 40            | 13    | Borussia Dortmund     |
| 10   | KP    | Ludovic Obraniak      | 1984. november 10. (27 évesen)  | 21            | 4     | Bordeaux              |
| 11   | KP    | Rafał Murawski        | 1981. október 9. (30 évesen)    | 39            | 1     | Lech Poznań           |
| 12   | K     | Grzegorz Sandomierski | 1989. szeptember 5. (22 évesen) | 3             | 0     | Jagiellonia Białystok |
| 13   | V     | Marcin Wasilewski     | 1980. június 9. (31 évesen)     | 46            | 1     | Anderlecht            |
| 14   | V     | Jakub Wawrzyniak      | 1983. július 7. (28 évesen)     | 26            | 0     | Legia Warszawa        |
| 15   | V     | Damien Perquis        | 1984. október 4. (27 évesen)    | 5             | 0     | Sochaux               |
| 16   | KP    | Jakub Błaszczykowski  | 1985. december 14. (26 évesen)  | 49            | 8     | Borussia Dortmund     |
| 17   | CS    | Artur Sobiech         | 1990. június 12. (21 évesen)    | 4             | 1     | Hannover 96           |
| 18   | KP    | Adrian Mierzejewski   | 1986. november 4. (25 évesen)   | 21            | 1     | Trabzonspor           |
| 19   | KP    | Rafał Wolski          | 1992. november 10. (19 évesen)  | 1             | 0     | Legia Warszawa        |
| 20   | V     | Łukasz Piszczek       | 1985. június 3. (27 évesen)     | 22            | 0     | Borussia Dortmund     |
| 21   | KP    | Kamil Grosicki        | 1988. június 8. (24 évesen)     | 12            | 0     | Sivasspor             |
| 22   | K     | Przemysław Tytoń      | 1987. január 4. (25 évesen)     | 5             | 0     | PSV Eindhoven         |
| 23   | CS    | Paweł Brożek          | 1983. április 21. (29 évesen)   | 33            | 8     | Celtic                |

### Görögország
- Szövetségi kapitány:  Fernando Santos

Fernando Santos 2012. május 29-én hirdette ki a 23 fős görög keretet.
| Szám | Poszt | Név                          | Születési dátum / Kor           | Válogatottság | Gólok | Klub           |
| ---- | ----- | ---------------------------- | ------------------------------- | ------------- | ----- | -------------- |
| 1    | K     | Kósztasz Halkiász            | 1974. május 30. (38 évesen)     | 29            | 0     | PAÓK           |
| 2    | V     | Jánisz Maniátisz             | 1986. október 12. (25 évesen)   | 7             | 0     | Olimbiakósz    |
| 3    | V     | Jeórjiosz Dzavélasz          | 1987. november 26. (24 évesen)  | 5             | 0     | Monaco         |
| 4    | V     | Sztéliosz Maledzász          | 1985. március 11. (27 évesen)   | 1             | 0     | PAÓK           |
| 5    | V     | Kiriákosz Papadópulosz       | 1992. február 23. (20 évesen)   | 7             | 2     | Schalke 04     |
| 6    | KP    | Grigórisz Mákosz             | 1987. január 18. (25 évesen)    | 10            | 0     | AÉK            |
| 7    | CS    | Jórgosz Szamarász            | 1985. február 21. (27 évesen)   | 52            | 7     | Celtic         |
| 8    | V     | Avraám Papadópulosz          | 1984. december 3. (27 évesen)   | 31            | 0     | Olimbiakósz    |
| 9    | CS    | Níkosz Liberópulosz          | 1975. augusztus 4. (36 évesen)  | 74            | 13    | AÉK            |
| 10   | KP    | Jórgosz Karangúnisz          | 1977. március 6. (35 évesen)    | 115           | 8     | Panathinaikósz |
| 11   | CS    | Kósztasz Mítroglu            | 1988. március 12. (24 évesen)   | 11            | 0     | Atrómitosz     |
| 12   | K     | Aléxandrosz Dzórvasz         | 1982. augusztus 12. (29 évesen) | 16            | 0     | Palermo        |
| 13   | K     | Mihálisz Szifákisz           | 1984. szeptember 9. (27 évesen) | 11            | 0     | Árisz          |
| 14   | CS    | Dimítrisz Szalpingídisz      | 1981. augusztus 18. (30 évesen) | 55            | 7     | PAÓK           |
| 15   | V     | Vaszílisz Toroszídisz        | 1985. június 10. (26 évesen)    | 43            | 5     | Olimbiakósz    |
| 16   | KP    | Jórgosz Fotákisz             | 1981. október 29. (30 évesen)   | 9             | 2     | PAÓK           |
| 17   | CS    | Theofánisz Gékasz            | 1980. május 23. (32 évesen)     | 56            | 21    | Samsunspor     |
| 18   | KP    | Szotírisz Nínisz             | 1990. április 3. (22 évesen)    | 18            | 2     | Panathinaikósz |
| 19   | V     | Szokrátisz Papasztathópulosz | 1988. június 9. (23 évesen)     | 26            | 0     | Werder Bremen  |
| 20   | V     | Joszíf Holévasz              | 1984. június 27. (27 évesen)    | 2             | 0     | Olimbiakósz    |
| 21   | KP    | Konsztandínosz Kacuránisz    | 1979. június 21. (32 évesen)    | 89            | 9     | Panathinaikósz |
| 22   | KP    | Konsztandínosz Fortúnisz     | 1992. október 16. (19 évesen)   | 1             | 0     | Kaiserslautern |
| 23   | KP    | Joánisz Fetfadzídisz         | 1990. december 21. (21 évesen)  | 12            | 3     | Olimbiakósz    |

### Oroszország
- Szövetségi kapitány:  Dick Advocaat

Dick Advocaat 2012. május 26-án hirdette ki a végleges, 23 fős orosz keretet.
| Szám | Poszt | Név                   | Születési dátum / Kor            | Válogatottság | Gólok | Klub               |
| ---- | ----- | --------------------- | -------------------------------- | ------------- | ----- | ------------------ |
| 1    | K     | Igor Akinfejev        | 1986. április 8. (26 évesen)     | 50            | 0     | CSZKA Moszkva      |
| 2    | V     | Alekszandr Anyukov    | 1982. szeptember 28. (29 évesen) | 64            | 1     | Zenyit             |
| 3    | V     | Roman Saronov         | 1976. szeptember 8. (35 évesen)  | 8             | 0     | Rubin Kazany       |
| 4    | V     | Szergej Ignasevics    | 1979. július 14. (32 évesen)     | 73            | 5     | CSZKA Moszkva      |
| 5    | V     | Jurij Zsirkov         | 1983. augusztus 20. (28 évesen)  | 50            | 0     | Anzsi Mahacskala   |
| 6    | KP    | Roman Sirokov         | 1981. július 6. (30 évesen)      | 20            | 4     | Zenyit             |
| 7    | KP    | Igor Gyenyiszov       | 1984. május 17. (28 évesen)      | 24            | 0     | Zenyit             |
| 8    | KP    | Konsztantyin Zirjanov | 1977. október 5. (34 évesen)     | 48            | 7     | Zenyit             |
| 9    | KP    | Marat Izmajlov        | 1982. szeptember 21. (29 évesen) | 32            | 2     | Sporting CP        |
| 10   | CS    | Andrej Arsavin        | 1981. május 29. (31 évesen)      | 69            | 17    | Zenyit             |
| 11   | CS    | Alekszandr Kerzsakov  | 1982. november 27. (29 évesen)   | 59            | 18    | Zenyit             |
| 12   | V     | Alekszej Berezuckij   | 1982. június 20. (29 évesen)     | 46            | 0     | CSZKA Moszkva      |
| 13   | K     | Anton Sunyin          | 1987. január 27. (25 évesen)     | 2             | 0     | Gyinamo Moszkva    |
| 14   | CS    | Roman Pavljucsenko    | 1981. december 15. (30 évesen)   | 45            | 20    | Lokomotyiv Moszkva |
| 15   | KP    | Dmitrij Kombarov      | 1987. január 22. (25 évesen)     | 2             | 0     | Szpartak Moszkva   |
| 16   | K     | Vjacseszlav Malafejev | 1979. március 4. (33 évesen)     | 24            | 0     | Zenyit             |
| 17   | KP    | Alan Dzagojev         | 1990. június 17. (21 évesen)     | 18            | 4     | CSZKA Moszkva      |
| 18   | CS    | Alekszandr Kokorin    | 1991. március 19. (21 évesen)    | 3             | 0     | Gyinamo Moszkva    |
| 19   | V     | Vlagyimir Granat      | 1987. május 22. (25 évesen)      | 0             | 0     | Gyinamo Moszkva    |
| 20   | CS    | Pavel Pogrebnyak      | 1983. november 8. (28 évesen)    | 32            | 8     | Fulham             |
| 21   | V     | Kirill Nababkin       | 1986. szeptember 8. (25 évesen)  | 0             | 0     | CSZKA Moszkva      |
| 22   | KP    | Gyenyisz Glusakov     | 1987. január 27. (25 évesen)     | 9             | 1     | Lokomotyiv Moszkva |
| 23   | KP    | Igor Szemsov          | 1978. április 6. (34 évesen)     | 56            | 3     | Gyinamo Moszkva    |

### Csehország
- Szövetségi kapitány:  Michal Bílek

Michal Bílek 2012. május 29-én hirdette ki a végleges, 23 fős cseh keretet.
| Szám | Poszt | Név                    | Születési dátum / Kor            | Válogatottság | Gólok | Klub                     |
| ---- | ----- | ---------------------- | -------------------------------- | ------------- | ----- | ------------------------ |
| 1    | K     | Petr Čech              | 1982. május 20. (30 évesen)      | 89            | 0     | Chelsea                  |
| 2    | V     | Theodor Gebre Selassie | 1986. december 24. (25 évesen)   | 8             | 0     | Slovan Liberec           |
| 3    | V     | Michal Kadlec          | 1984. december 13. (27 évesen)   | 33            | 7     | Bayer Leverkusen         |
| 4    | V     | Marek Suchý            | 1988. március 29. (24 évesen)    | 3             | 0     | Szpartak Moszkva         |
| 5    | V     | Roman Hubník           | 1984. június 6. (28 évesen)      | 20            | 2     | Hertha BSC               |
| 6    | V     | Tomáš Sivok            | 1983. szeptember 15. (28 évesen) | 24            | 3     | Beşiktaş JK              |
| 7    | CS    | Tomáš Necid            | 1989. augusztus 13. (22 évesen)  | 25            | 7     | CSZKA Moszkva            |
| 8    | V     | David Limberský        | 1983. október 6. (28 évesen)     | 7             | 0     | Viktoria Plzeň           |
| 9    | KP    | Jan Rezek              | 1982. május 5. (30 évesen)       | 12            | 3     | Anórthoszi Ammohósztu    |
| 10   | KP    | Tomáš Rosický          | 1980. október 4. (31 évesen)     | 86            | 20    | Arsenal                  |
| 11   | KP    | Milan Petržela         | 1983. június 19. (28 évesen)     | 9             | 0     | Viktoria Plzeň           |
| 12   | V     | František Rajtoral     | 1986. március 12. (26 évesen)    | 1             | 0     | Viktoria Plzeň           |
| 13   | KP    | Jaroslav Plašil        | 1982. január 5. (30 évesen)      | 70            | 6     | Bordeaux                 |
| 14   | KP    | Václav Pilař           | 1988. október 13. (23 évesen)    | 7             | 1     | Viktoria Plzeň           |
| 15   | CS    | Milan Baroš            | 1981. október 28. (30 évesen)    | 87            | 40    | Galatasaray              |
| 16   | K     | Jan Laštůvka           | 1982. július 7. (29 évesen)      | 1             | 0     | Dnyipro Dnyipropetrovszk |
| 17   | KP    | Tomáš Hübschman        | 1981. szeptember 4. (30 évesen)  | 41            | 0     | Sahtar Doneck            |
| 18   | KP    | Daniel Kolář           | 1985. október 27. (26 évesen)    | 9             | 1     | Viktoria Plzeň           |
| 19   | KP    | Petr Jiráček           | 1986. március 2. (26 évesen)     | 6             | 1     | VfL Wolfsburg            |
| 20   | CS    | Tomáš Pekhart          | 1989. május 26. (23 évesen)      | 9             | 0     | 1. FC Nürnberg           |
| 21   | CS    | David Lafata           | 1981. szeptember 18. (30 évesen) | 16            | 2     | FK Jablonec              |
| 22   | KP    | Vladimír Darida        | 1990. augusztus 8. (21 évesen)   | 1             | 0     | FC Viktoria Plzeň        |
| 23   | K     | Jaroslav Drobný        | 1979. október 18. (32 évesen)    | 5             | 0     | Hamburger SV             |

## B csoport

### Hollandia
- Szövetségi kapitány:  Bert van Marwijk

Bert van Marwijk 2012. május 26-án hirdette ki a végleges, 23 fős holland keretet.
| Szám | Poszt | Név                  | Születési dátum / Kor            | Válogatottság | Gólok | Klub              |
| ---- | ----- | -------------------- | -------------------------------- | ------------- | ----- | ----------------- |
| 1    | K     | Maarten Stekelenburg | 1982. szeptember 22. (29 évesen) | 45            | 0     | AS Roma           |
| 2    | V     | Gregory van der Wiel | 1988. február 3. (24 évesen)     | 29            | 0     | Ajax              |
| 3    | V     | John Heitinga        | 1983. november 15. (28 évesen)   | 75            | 7     | Everton           |
| 4    | V     | Joris Mathijsen      | 1980. április 5. (32 évesen)     | 79            | 3     | Málaga CF         |
| 5    | V     | Wilfred Bouma        | 1978. június 15. (33 évesen)     | 35            | 2     | PSV Eindhoven     |
| 6    | KP    | Mark van Bommel      | 1977. április 22. (35 évesen)    | 74            | 10    | AC Milan          |
| 7    | CS    | Dirk Kuijt           | 1980. július 22. (31 évesen)     | 85            | 24    | Liverpool FC      |
| 8    | KP    | Nigel de Jong        | 1984. november 30. (27 évesen)   | 57            | 1     | Manchester City   |
| 9    | CS    | Klaas-Jan Huntelaar  | 1983. augusztus 12. (28 évesen)  | 50            | 31    | Schalke 04        |
| 10   | KP    | Wesley Sneijder      | 1984. június 9. (27 évesen)      | 81            | 23    | Internazionale    |
| 11   | CS    | Arjen Robben         | 1984. január 23. (28 évesen)     | 54            | 17    | Bayern München    |
| 12   | K     | Michel Vorm          | 1983. október 20. (28 évesen)    | 9             | 0     | Swansea City      |
| 13   | V     | Ron Vlaar            | 1985. február 16. (27 évesen)    | 5             | 0     | Feyenoord         |
| 14   | V     | Stijn Schaars        | 1984. január 11. (28 évesen)     | 16            | 0     | Sporting CP       |
| 15   | V     | Jetro Willems        | 1994. március 30. (18 évesen)    | 0             | 0     | PSV Eindhoven     |
| 16   | CS    | Robin van Persie     | 1983. augusztus 6. (28 évesen)   | 62            | 25    | Arsenal           |
| 17   | KP    | Kevin Strootman      | 1990. február 13. (22 évesen)    | 10            | 1     | PSV Eindhoven     |
| 18   | CS    | Luuk de Jong         | 1990. augusztus 27. (21 évesen)  | 7             | 1     | Twente            |
| 19   | CS    | Luciano Narsingh     | 1990. szeptember 13. (21 évesen) | 0             | 0     | SC Heerenveen     |
| 20   | CS    | Ibrahim Afellay      | 1986. április 2. (26 évesen)     | 36            | 3     | FC Barcelona      |
| 21   | V     | Khalid Boulahrouz    | 1981. december 28. (30 évesen)   | 35            | 0     | VfB Stuttgart     |
| 22   | K     | Tim Krul             | 1988. április 3. (24 évesen)     | 2             | 0     | Newcastle United  |
| 23   | KP    | Rafael van der Vaart | 1983. február 11. (29 évesen)    | 93            | 15    | Tottenham Hotspur |

### Dánia
- Szövetségi kapitány:  Morten Olsen

Morten Olsen 2012. május 25-én hirdette ki a végleges, 23 fős dán keretet. Május 29-én Thomas Sørensen sérülése miatt Kasper Schmeichel került a keretbe.
| Szám | Poszt | Név                 | Születési dátum / Kor            | Válogatottság | Gólok | Klub              |
| ---- | ----- | ------------------- | -------------------------------- | ------------- | ----- | ----------------- |
| 1    | K     | Stephan Andersen    | 1981. november 26. (30 évesen)   | 8             | 0     | Evian             |
| 2    | KP    | Christian Poulsen   | 1980. február 28. (32 évesen)    | 90            | 6     | Evian             |
| 3    | V     | Simon Kjær          | 1989. március 26. (23 évesen)    | 22            | 0     | AS Roma           |
| 4    | V     | Daniel Agger        | 1984. december 12. (27 évesen)   | 44            | 5     | Liverpool         |
| 5    | V     | Simon Poulsen       | 1984. október 7. (27 évesen)     | 16            | 0     | AZ                |
| 6    | V     | Lars Jacobsen       | 1979. szeptember 20. (32 évesen) | 49            | 1     | FC København      |
| 7    | KP    | William Kvist       | 1985. február 24. (27 évesen)    | 27            | 0     | VfB Stuttgart     |
| 8    | KP    | Christian Eriksen   | 1992. február 14. (20 évesen)    | 21            | 2     | Ajax              |
| 9    | CS    | Michael Krohn-Dehli | 1983. június 6. (29 évesen)      | 19            | 4     | Brøndby           |
| 10   | CS    | Dennis Rommedahl    | 1978. július 22. (33 évesen)     | 114           | 21    | Brøndby           |
| 11   | CS    | Nicklas Bendtner    | 1988. január 16. (24 évesen)     | 46            | 17    | Sunderland        |
| 12   | V     | Andreas Bjelland    | 1988. július 11. (23 évesen)     | 5             | 0     | Nordsjælland      |
| 13   | V     | Jores Okore         | 1992. augusztus 11. (19 évesen)  | 2             | 0     | Nordsjælland      |
| 14   | KP    | Lasse Schøne        | 1986. május 27. (26 évesen)      | 9             | 2     | N.E.C.            |
| 15   | KP    | Michael Silberbauer | 1981. július 7. (30 évesen)      | 24            | 1     | Young Boys        |
| 16   | K     | Anders Lindegaard   | 1984. április 13. (28 évesen)    | 5             | 0     | Manchester United |
| 17   | CS    | Nicklas Pedersen    | 1987. október 10. (24 évesen)    | 7             | 0     | Groningen         |
| 18   | V     | Daniel Wass         | 1989. május 31. (23 évesen)      | 4             | 0     | Evian             |
| 19   | KP    | Jakob Poulsen       | 1983. július 7. (28 évesen)      | 20            | 1     | Midtjylland       |
| 20   | KP    | Thomas Kahlenberg   | 1983. március 20. (29 évesen)    | 36            | 4     | Evian             |
| 21   | KP    | Niki Zimling        | 1985. április 19. (27 évesen)    | 9             | 0     | Club Brugge       |
| 22   | K     | Kasper Schmeichel   | 1986. november 5. (25 évesen)    | 0             | 0     | Leicester City    |
| 23   | CS    | Tobias Mikkelsen    | 1986. szeptember 18. (25 évesen) | 2             | 0     | Nordsjælland      |

### Németország
Szövetségi kapitány:  Joachim Löw
2012. május 28-án Löw kihirdette a 23 fős német keretet.

### Portugália
Szövetségi kapitány:  Paulo Bento
Paulo Bento 2012. május 14-én hirdette ki a végleges, 23 fős keretet. Május 23-án, Hugo Viana került a keretbe Carlos Martins sérülése miatt.
| Szám | Poszt | Név               | Születési dátum / Kor            | Válogatottság | Gólok | Klub               |
| ---- | ----- | ----------------- | -------------------------------- | ------------- | ----- | ------------------ |
| 1    | K     | Eduardo           | 1982. szeptember 19. (29 évesen) | 27            | 0     | Benfica            |
| 2    | V     | Bruno Alves       | 1981. november 27. (30 évesen)   | 48            | 5     | Zenyit             |
| 3    | V     | Pepe              | 1983. február 26. (29 évesen)    | 38            | 2     | Real Madrid        |
| 4    | KP    | Miguel Veloso     | 1986. május 11. (26 évesen)      | 22            | 2     | Genoa              |
| 5    | V     | Fábio Coentrão    | 1988. március 11. (24 évesen)    | 20            | 1     | Real Madrid        |
| 6    | KP    | Custódio          | 1983. május 24. (29 évesen)      | 0             | 0     | Braga              |
| 7    | CS    | Cristiano Ronaldo | 1985. február 5. (27 évesen)     | 88            | 32    | Real Madrid        |
| 8    | KP    | João Moutinho     | 1986. szeptember 8. (25 évesen)  | 40            | 2     | Porto              |
| 9    | CS    | Hugo Almeida      | 1984. május 23. (28 évesen)      | 40            | 15    | Beşiktaş JK        |
| 10   | CS    | Ricardo Quaresma  | 1983. szeptember 26. (28 évesen) | 31            | 3     | Beşiktaş JK        |
| 11   | CS    | Nélson Oliveira   | 1991. augusztus 8. (20 évesen)   | 1             | 0     | Benfica            |
| 12   | K     | Rui Patrício      | 1988. február 15. (24 évesen)    | 10            | 0     | Sporting CP        |
| 13   | V     | Ricardo Costa     | 1981. május 16. (31 évesen)      | 10            | 0     | Valencia           |
| 14   | V     | Rolando           | 1985. augusztus 31. (26 évesen)  | 13            | 0     | Porto              |
| 15   | KP    | Rúben Micael      | 1986. augusztus 19. (25 évesen)  | 7             | 2     | Atlético de Madrid |
| 16   | KP    | Raul Meireles     | 1983. március 17. (29 évesen)    | 55            | 8     | Chelsea            |
| 17   | CS    | Nani              | 1986. november 17. (25 évesen)   | 52            | 12    | Manchester United  |
| 18   | CS    | Silvestre Varela  | 1985. február 2. (27 évesen)     | 5             | 1     | Porto              |
| 19   | V     | Miguel Lopes      | 1986. december 19. (25 évesen)   | 0             | 0     | Braga              |
| 20   | KP    | Hugo Viana        | 1983. január 15. (29 évesen)     | 25            | 1     | Braga              |
| 21   | V     | João Pereira      | 1984. február 25. (28 évesen)    | 13            | 0     | Sporting CP        |
| 22   | K     | Beto              | 1982. május 1. (30 évesen)       | 1             | 0     | CFR Cluj           |
| 23   | CS    | Hélder Postiga    | 1982. augusztus 2. (29 évesen)   | 47            | 19    | Real Zaragoza      |

## C csoport

### Spanyolország
Szövetségi kapitány::  Vicente del Bosque
Vicente del Bosque 2012. május 27-én hirdette ki a végleges keretet.
| Szám | Poszt | Név               | Születési dátum / Kor           | Válogatottság | Gólok | Klub               |
| ---- | ----- | ----------------- | ------------------------------- | ------------- | ----- | ------------------ |
| 1    | K     | Iker Casillas     | 1981. május 20. (31 évesen)     | 129           | 0     | Real Madrid        |
| 2    | V     | Raúl Albiol       | 1985. szeptember 4. (26 évesen) | 32            | 0     | Real Madrid        |
| 3    | V     | Gerard Piqué      | 1987. február 2. (25 évesen)    | 38            | 4     | Barcelona          |
| 4    | KP    | Javi Martínez     | 1988. szeptember 2. (23 évesen) | 7             | 0     | Athletic Bilbao    |
| 5    | V     | Juanfran          | 1985. január 9. (27 évesen)     | 1             | 0     | Atlético de Madrid |
| 6    | KP    | Andrés Iniesta    | 1984. május 11. (28 évesen)     | 64            | 11    | Barcelona          |
| 7    | CS    | Pedro             | 1987. július 28. (24 évesen)    | 14            | 2     | Barcelona          |
| 8    | KP    | Xavi              | 1980. január 25. (32 évesen)    | 108           | 10    | Barcelona          |
| 9    | CS    | Fernando Torres   | 1984. március 20. (28 évesen)   | 91            | 27    | Chelsea            |
| 10   | KP    | Cesc Fàbregas     | 1987. május 4. (25 évesen)      | 63            | 8     | Barcelona          |
| 11   | CS    | Álvaro Negredo    | 1985. augusztus 20. (26 évesen) | 7             | 5     | Sevilla            |
| 12   | K     | Víctor Valdés     | 1982. január 14. (30 évesen)    | 7             | 0     | Barcelona          |
| 13   | KP    | Juan Mata         | 1988. április 28. (24 évesen)   | 16            | 5     | Chelsea            |
| 14   | KP    | Xabi Alonso       | 1981. november 25. (30 évesen)  | 94            | 12    | Real Madrid        |
| 15   | V     | Sergio Ramos      | 1986. március 30. (26 évesen)   | 84            | 6     | Real Madrid        |
| 16   | KP    | Sergio Busquets   | 1987. július 16. (24 évesen)    | 38            | 0     | Barcelona          |
| 17   | V     | Álvaro Arbeloa    | 1983. január 17. (29 évesen)    | 33            | 0     | Real Madrid        |
| 18   | V     | Jordi Alba        | 1989. március 21. (23 évesen)   | 3             | 0     | Valencia           |
| 19   | CS    | Fernando Llorente | 1985. február 26. (27 évesen)   | 20            | 7     | Athletic Bilbao    |
| 20   | KP    | Santi Cazorla     | 1984. december 13. (27 évesen)  | 41            | 5     | Málaga             |
| 21   | KP    | David Silva       | 1986. január 8. (26 évesen)     | 55            | 15    | Manchester City    |
| 22   | KP    | Jesús Navas       | 1985. november 21. (26 évesen)  | 15            | 1     | Sevilla            |
| 23   | K     | Pepe Reina        | 1982. augusztus 30. (29 évesen) | 24            | 0     | Liverpool          |

### Olaszország
- Szövetségi kapitány:  Cesare Prandelli

Cesare Prandelli 2012. május 29-én hirdette ki a végleges keretet.
| Szám | Poszt | Név                  | Születési dátum / Kor           | Válogatottság | Gólok | Klub                |
| ---- | ----- | -------------------- | ------------------------------- | ------------- | ----- | ------------------- |
| 1    | K     | Gianluigi Buffon     | 1978. január 28. (34 évesen)    | 113           | 0     | Juventus            |
| 2    | V     | Christian Maggio     | 1982. február 11. (30 évesen)   | 15            | 0     | Napoli              |
| 3    | V     | Giorgio Chiellini    | 1984. augusztus 14. (27 évesen) | 50            | 2     | Juventus            |
| 4    | V     | Angelo Ogbonna       | 1988. május 23. (24 évesen)     | 2             | 0     | Torino              |
| 5    | KP    | Thiago Motta         | 1982. augusztus 28. (29 évesen) | 7             | 1     | Paris Saint-Germain |
| 6    | V     | Federico Balzaretti  | 1981. december 6. (30 évesen)   | 7             | 0     | Palermo             |
| 7    | V     | Ignazio Abate        | 1986. november 12. (25 évesen)  | 2             | 0     | Milan               |
| 8    | KP    | Claudio Marchisio    | 1986. január 19. (26 évesen)    | 19            | 1     | Juventus            |
| 9    | CS    | Mario Balotelli      | 1990. augusztus 12. (21 évesen) | 7             | 1     | Manchester City     |
| 10   | CS    | Antonio Cassano      | 1982. július 12. (29 évesen)    | 28            | 9     | Milan               |
| 11   | CS    | Antonio di Natale    | 1977. október 13. (34 évesen)   | 36            | 10    | Udinese             |
| 12   | K     | Salvatore Sirigu     | 1987. január 12. (25 évesen)    | 2             | 0     | Paris Saint-Germain |
| 13   | KP    | Emanuele Giaccherini | 1985. május 5. (27 évesen)      | 0             | 0     | Juventus            |
| 14   | K     | Morgan De Sanctis    | 1977. március 26. (35 évesen)   | 4             | 0     | Napoli              |
| 15   | V     | Andrea Barzagli      | 1981. május 8. (31 évesen)      | 28            | 0     | Juventus            |
| 16   | KP    | Daniele De Rossi     | 1983. július 24. (28 évesen)    | 71            | 10    | Roma                |
| 17   | CS    | Fabio Borini         | 1991. március 29. (21 évesen)   | 1             | 0     | Roma                |
| 18   | KP    | Riccardo Montolivo   | 1985. január 18. (27 évesen)    | 32            | 1     | Fiorentina          |
| 19   | V     | Leonardo Bonucci     | 1987. május 1. (25 évesen)      | 13            | 2     | Juventus            |
| 20   | CS    | Sebastian Giovinco   | 1987. január 26. (25 évesen)    | 7             | 0     | Parma               |
| 21   | KP    | Andrea Pirlo         | 1979. május 19. (33 évesen)     | 82            | 9     | Juventus            |
| 22   | KP    | Alessandro Diamanti  | 1983. május 2. (29 évesen)      | 1             | 0     | Bologna             |
| 23   | KP    | Antonio Nocerino     | 1985. április 9. (27 évesen)    | 10            | 0     | Milan               |

### Írország
- Szövetségi kapitány:  Giovanni Trapattoni

Giovanni Trapattoni 2012. május 7-én hirdette ki a végleges, 23 fős ír keretet.
Május 26-án Keith Fahey sérülése miatt Paul Green, május 29-én pedig Kevin Foley sérülése miatt Paul McShane került a keretbe.
| Szám | Poszt | Név              | Születési dátum / Kor            | Válogatottság | Gólok | Klub                    |
| ---- | ----- | ---------------- | -------------------------------- | ------------- | ----- | ----------------------- |
| 1    | K     | Shay Given       | 1976. április 20. (36 évesen)    | 121           | 0     | Aston Villa             |
| 2    | V     | Sean St Ledger   | 1984. december 28. (27 évesen)   | 25            | 2     | Leicester City          |
| 3    | V     | Stephen Ward     | 1985. augusztus 20. (26 évesen)  | 10            | 2     | Wolverhampton Wanderers |
| 4    | V     | John O'Shea      | 1981. április 30. (31 évesen)    | 75            | 1     | Sunderland              |
| 5    | V     | Richard Dunne    | 1979. szeptember 21. (32 évesen) | 71            | 8     | Aston Villa             |
| 6    | KP    | Glenn Whelan     | 1984. január 13. (28 évesen)     | 37            | 2     | Stoke City              |
| 7    | KP    | Aiden McGeady    | 1986. április 4. (26 évesen)     | 47            | 2     | Szpartak Moszkva        |
| 8    | KP    | Keith Andrews    | 1980. szeptember 13. (31 évesen) | 27            | 3     | West Bromwich Albion    |
| 9    | CS    | Kevin Doyle      | 1983. szeptember 18. (28 évesen) | 46            | 10    | Wolverhampton Wanderers |
| 10   | CS    | Robbie Keane     | 1980. július 8. (31 évesen)      | 115           | 53    | Los Angeles Galaxy      |
| 11   | KP    | Damien Duff      | 1979. március 2. (33 évesen)     | 95            | 8     | Fulham                  |
| 12   | V     | Stephen Kelly    | 1983. szeptember 6. (28 évesen)  | 29            | 0     | Fulham                  |
| 13   | V     | Paul McShane     | 1986. január 6. (26 évesen)      | 26            | 0     | Hull City               |
| 14   | CS    | Jonathan Walters | 1983. szeptember 20. (28 évesen) | 5             | 1     | Stoke City              |
| 15   | KP    | Darron Gibson    | 1987. október 25. (24 évesen)    | 17            | 1     | Everton                 |
| 16   | K     | Keiren Westwood  | 1984. október 23. (27 évesen)    | 8             | 0     | Sunderland              |
| 17   | KP    | Stephen Hunt     | 1981. augusztus 1. (30 évesen)   | 38            | 1     | Wolverhampton Wanderers |
| 18   | V     | Darren O’Dea     | 1987. február 4. (25 évesen)     | 13            | 0     | Celtic                  |
| 19   | CS    | Shane Long       | 1987. január 22. (25 évesen)     | 24            | 6     | West Bromwich Albion    |
| 20   | CS    | Simon Cox        | 1987. április 28. (25 évesen)    | 11            | 3     | West Bromwich Albion    |
| 21   | KP    | Paul Green       | 1983. április 10. (29 évesen)    | 10            | 1     | Derby County            |
| 22   | KP    | James McClean    | 1989. április 22. (23 évesen)    | 1             | 0     | Sunderland              |
| 23   | K     | David Forde      | 1979. december 20. (32 évesen)   | 2             | 0     | Millwall                |

### Horvátország
- Szövetségi kapitány:  Slaven Bilić

Slaven Bilić 2012. május 29-én hirdette ki a végleges, 23 fős horvát keretet. Június 4-én Ivica Olić sérülése miatt Nikola Kalinić, június 7-én Ivo Iličević sérülése miatt Šime Vrsaljko került a keretbe.
| Szám | Poszt | Név                 | Születési dátum / Kor            | Válogatottság | Gólok | Klub                     |
| ---- | ----- | ------------------- | -------------------------------- | ------------- | ----- | ------------------------ |
| 1    | K     | Stipe Pletikosa     | 1979. január 8. (33 évesen)      | 90            | 0     | FK Rosztov               |
| 2    | V     | Ivan Strinić        | 1987. július 17. (24 évesen)     | 15            | 0     | Dnyipro Dnyipropetrovszk |
| 3    | V     | Josip Šimunić       | 1978. február 18. (34 évesen)    | 93            | 3     | Dinamo Zagreb            |
| 4    | V     | Jurica Buljat       | 1986. szeptember 12. (25 évesen) | 2             | 0     | Makkabi Haifa            |
| 5    | V     | Vedran Ćorluka      | 1986. február 5. (26 évesen)     | 53            | 2     | Bayer Leverkusen         |
| 6    | V     | Danijel Pranjić     | 1981. december 2. (30 évesen)    | 42            | 0     | Bayern München           |
| 7    | KP    | Ivan Rakitić        | 1988. március 10. (24 évesen)    | 39            | 8     | Sevilla                  |
| 8    | KP    | Ognjen Vukojević    | 1983. december 20. (28 évesen)   | 37            | 3     | Dinamo Kijiv             |
| 9    | CS    | Nikica Jelavić      | 1985. augusztus 27. (26 évesen)  | 18            | 2     | Everton                  |
| 10   | KP    | Luka Modrić         | 1985. szeptember 9. (26 évesen)  | 54            | 8     | Tottenham Hotspur        |
| 11   | KP    | Darijo Srna         | 1982. május 1. (30 évesen)       | 91            | 19    | Sahtar Doneck            |
| 12   | K     | Ivan Kelava         | 1988. február 20. (24 évesen)    | 0             | 0     | Dinamo Zagreb            |
| 13   | V     | Gordon Schildenfeld | 1985. március 18. (27 évesen)    | 10            | 0     | Eintracht Frankfurt      |
| 14   | KP    | Milan Badelj        | 1989. február 25. (23 évesen)    | 3             | 1     | Dinamo Zagreb            |
| 15   | KP    | Šime Vrsaljko       | 1992. január 10. (20 évesen)     | 4             | 0     | Dinamo Zagreb            |
| 16   | KP    | Tomislav Dujmović   | 1981. február 26. (31 évesen)    | 16            | 0     | Real Zaragoza            |
| 17   | CS    | Mario Mandžukić     | 1986. május 21. (26 évesen)      | 27            | 5     | VfL Wolfsburg            |
| 18   | CS    | Nikola Kalinić      | 1988. január 5. (24 évesen)      | 13            | 5     | Dnyipro Dnyipropetrovszk |
| 19   | KP    | Niko Kranjčar       | 1984. augusztus 13. (27 évesen)  | 69            | 15    | Tottenham Hotspur        |
| 20   | KP    | Ivan Perišić        | 1989. február 2. (23 évesen)     | 8             | 0     | Borussia Dortmund        |
| 21   | V     | Domagoj Vida        | 1989. április 29. (23 évesen)    | 8             | 0     | Dinamo Zagreb            |
| 22   | CS    | Eduardo             | 1983. február 25. (29 évesen)    | 45            | 22    | Sahtar Doneck            |
| 23   | K     | Danijel Subašić     | 1984. október 27. (27 évesen)    | 3             | 0     | AS Monaco                |

## D csoport

### Ukrajna
Szövetségi kapitány:  Oleh Blohin
Oleh Blohin 2012. május 29-én hirdette ki a végleges, 23 fős keretet.
| Szám | Poszt | Név                   | Születési dátum / Kor            | Válogatottság | Gólok | Klub                     |
| ---- | ----- | --------------------- | -------------------------------- | ------------- | ----- | ------------------------ |
| 1    | K     | Makszim Koval         | 1992. december 9. (19 évesen)    | 0             | 0     | Dinamo Kijiv             |
| 2    | V     | Jevhen Szelin         | 1988. május 9. (24 évesen)       | 5             | 1     | Vorszkla Poltava         |
| 3    | V     | Jevhen Hacserigyi     | 1987. július 28. (24 évesen)     | 8             | 0     | Dinamo Kijiv             |
| 4    | KP    | Anatolij Timoscsuk    | 1979. március 30. (33 évesen)    | 114           | 4     | Bayern München           |
| 5    | V     | Olekszandr Kucser     | 1982. október 22. (29 évesen)    | 28            | 1     | Sahtar Doneck            |
| 6    | KP    | Denisz Harmas         | 1990. április 19. (22 évesen)    | 4             | 0     | Dinamo Kijiv             |
| 7    | CS    | Andrij Sevcsenko      | 1976. szeptember 29. (35 évesen) | 105           | 46    | Dinamo Kijiv             |
| 8    | KP    | Olekszandr Alijev     | 1985. február 3. (27 évesen)     | 25            | 6     | Dinamo Kijiv             |
| 9    | KP    | Oleh Huszjev          | 1983. április 25. (29 évesen)    | 69            | 9     | Dinamo Kijiv             |
| 10   | CS    | Andrij Voronyin       | 1979. július 21. (32 évesen)     | 70            | 7     | Gyinamo Moszkva          |
| 11   | CS    | Andrij Jarmolenko     | 1989. október 23. (22 évesen)    | 18            | 7     | Dinamo Kijiv             |
| 12   | K     | Andrij Pjatov         | 1984. június 28. (27 évesen)     | 24            | 0     | Sahtar Doneck            |
| 13   | V     | Vjacseszlav Sevcsuk   | 1979. május 13. (33 évesen)      | 20            | 0     | Sahtar Doneck            |
| 14   | KP    | Ruszlan Rotany        | 1981. október 29. (30 évesen)    | 56            | 6     | Dnyipro Dnyipropetrovszk |
| 15   | CS    | Artem Milevszkij      | 1985. január 12. (27 évesen)     | 43            | 7     | Dinamo Kijiv             |
| 16   | CS    | Jevhen Szeleznyov     | 1985. július 20. (26 évesen)     | 27            | 5     | Sahtar Doneck            |
| 17   | V     | Tarasz Mihalik        | 1983. október 28. (28 évesen)    | 25            | 0     | Dinamo Kijiv             |
| 18   | KP    | Szerhij Nazarenko     | 1980. február 16. (32 évesen)    | 47            | 12    | Tavrija Szimferopol      |
| 19   | KP    | Jevhen Konopljanka    | 1989. szeptember 29. (22 évesen) | 16            | 5     | Dnyipro Dnyipropetrovszk |
| 20   | V     | Jaroszlav Rakickij    | 1989. augusztus 3. (22 évesen)   | 14            | 3     | Sahtar Doneck            |
| 21   | V     | Bohdan Butko          | 1991. január 13. (21 évesen)     | 7             | 0     | Illicsivec Mariupol      |
| 22   | CS    | Marko Dević           | 1983. október 27. (28 évesen)    | 18            | 2     | Metaliszt Harkiv         |
| 23   | K     | Olekszandr Horjajinov | 1975. június 29. (36 évesen)     | 1             | 0     | Metaliszt Harkiv         |

### Svédország
Szövetségi kapitány:  Erik Hamrén
Erik Hamrén 2012. május 14-én hirdette ki a végleges, 23 fős keretet.
| Szám | Poszt | Név                   | Születési dátum / Kor            | Válogatottság | Gólok | Klub                 |
| ---- | ----- | --------------------- | -------------------------------- | ------------- | ----- | -------------------- |
| 1    | K     | Andreas Isaksson      | 1981. október 3. (30 évesen)     | 91            | 0     | PSV Eindhoven        |
| 2    | V     | Mikael Lustig         | 1986. december 13. (25 évesen)   | 23            | 1     | Celtic               |
| 3    | V     | Olof Mellberg         | 1977. szeptember 3. (34 évesen)  | 112           | 7     | Olimbiakósz          |
| 4    | V     | Andreas Granqvist     | 1985. április 16. (27 évesen)    | 16            | 2     | Genoa CFC            |
| 5    | V     | Martin Olsson         | 1988. május 17. (24 évesen)      | 8             | 4     | Blackburn Rovers     |
| 6    | KP    | Rasmus Elm            | 1988. március 17. (24 évesen)    | 22            | 1     | AZ                   |
| 7    | KP    | Sebastian Larsson     | 1985. június 6. (27 évesen)      | 39            | 5     | Sunderland AFC       |
| 8    | KP    | Anders Svensson       | 1976. július 17. (35 évesen)     | 126           | 18    | Elfsborg             |
| 9    | KP    | Kim Källström         | 1982. augusztus 24. (29 évesen)  | 90            | 16    | Olympique Lyonnais   |
| 10   | CS    | Zlatan Ibrahimović    | 1981. október 3. (30 évesen)     | 75            | 29    | AC Milan             |
| 11   | CS    | Johan Elmander        | 1981. május 27. (31 évesen)      | 63            | 16    | Galatasaray          |
| 12   | K     | Johan Wiland          | 1981. január 24. (31 évesen)     | 7             | 0     | FC København         |
| 13   | V     | Jonas Olsson          | 1983. március 10. (29 évesen)    | 6             | 0     | West Bromwich Albion |
| 14   | CS    | Tobias Hysén          | 1982. március 9. (30 évesen)     | 21            | 7     | IFK Göteborg         |
| 15   | V     | Mikael Antonsson      | 1981. május 31. (31 évesen)      | 4             | 0     | Bologna              |
| 16   | KP    | Pontus Wernbloom      | 1986. június 25. (25 évesen)     | 21            | 2     | CSZKA Moszkva        |
| 17   | V     | Behrang Safari        | 1985. február 9. (27 évesen)     | 23            | 0     | Anderlecht           |
| 18   | KP    | Samuel Holmén         | 1984. június 28. (27 évesen)     | 25            | 2     | İstanbul BB          |
| 19   | KP    | Emir Bajrami          | 1988. március 7. (24 évesen)     | 15            | 2     | Twente               |
| 20   | CS    | Ola Toivonen          | 1986. július 3. (25 évesen)      | 22            | 4     | PSV Eindhoven        |
| 21   | KP    | Christian Wilhelmsson | 1979. december 8. (32 évesen)    | 72            | 8     | el-Hilál             |
| 22   | CS    | Markus Rosenberg      | 1982. szeptember 27. (29 évesen) | 30            | 6     | csapat nélkül        |
| 23   | K     | Pär Hansson           | 1986. június 22. (25 évesen)     | 2             | 0     | Helsingborg          |

### Anglia
Szövetségi kapitány:  Roy Hodgson
Roy Hodgson 2012. május 16-án hirdette ki a 23 fős keretet. Május 25-én Jack Butland került a keretbe John Ruddy sérülése miatt. Május 28-án Gareth Barry sérülése miatt Phil Jagielka, május 31-én Frank Lampard sérülése miatt Jordan Henderson, június 3-án Gary Cahill sérülése miatt Martin Kelly került a keretbe.
| Szám | Poszt | Név                     | Születési dátum / Kor           | Válogatottság | Gólok | Klub              |
| ---- | ----- | ----------------------- | ------------------------------- | ------------- | ----- | ----------------- |
| 1    | K     | Joe Hart                | 1987. április 19. (25 évesen)   | 17            | 0     | Manchester City   |
| 2    | V     | Glen Johnson            | 1984. augusztus 23. (27 évesen) | 35            | 1     | Liverpool         |
| 3    | V     | Ashley Cole             | 1980. december 20. (31 évesen)  | 93            | 0     | Chelsea           |
| 4    | KP    | Steven Gerrard          | 1980. május 30. (32 évesen)     | 90            | 19    | Liverpool         |
| 5    | V     | Martin Kelly            | 1990. április 27. (22 évesen)   | 1             | 0     | Liverpool         |
| 6    | V     | John Terry              | 1980. december 7. (31 évesen)   | 72            | 6     | Chelsea           |
| 7    | KP    | Theo Walcott            | 1989. március 16. (23 évesen)   | 22            | 3     | Arsenal           |
| 8    | KP    | Jordan Henderson        | 1990. június 17. (21 évesen)    | 2             | 0     | Liverpool         |
| 9    | CS    | Andy Carroll            | 1989. január 6. (23 évesen)     | 3             | 1     | Liverpool         |
| 10   | CS    | Wayne Rooney            | 1985. október 24. (26 évesen)   | 73            | 28    | Manchester United |
| 11   | KP    | Ashley Young            | 1985. július 9. (26 évesen)     | 19            | 5     | Manchester United |
| 12   | V     | Leighton Baines         | 1984. december 11. (27 évesen)  | 7             | 0     | Everton           |
| 13   | K     | Robert Green            | 1980. január 18. (32 évesen)    | 11            | 0     | West Ham United   |
| 14   | V     | Phil Jones              | 1992. február 21. (20 évesen)   | 4             | 0     | Manchester United |
| 15   | V     | Joleon Lescott          | 1982. augusztus 16. (29 évesen) | 14            | 0     | Manchester City   |
| 16   | KP    | James Milner            | 1986. január 4. (26 évesen)     | 24            | 0     | Manchester City   |
| 17   | KP    | Scott Parker            | 1980. október 13. (31 évesen)   | 11            | 0     | Tottenham Hotspur |
| 18   | V     | Phil Jagielka           | 1982. augusztus 17. (29 évesen) | 11            | 3     | Everton           |
| 19   | KP    | Stewart Downing         | 1984. július 22. (27 évesen)    | 33            | 0     | Liverpool         |
| 20   | KP    | Alex Oxlade-Chamberlain | 1993. augusztus 15. (18 évesen) | 0             | 0     | Arsenal           |
| 21   | CS    | Jermain Defoe           | 1982. október 7. (29 évesen)    | 46            | 15    | Tottenham Hotspur |
| 22   | CS    | Danny Welbeck           | 1990. november 26. (21 évesen)  | 4             | 0     | Manchester United |
| 23   | K     | Jack Butland            | 1993. március 10. (19 évesen)   | 0             | 0     | Birmingham City   |

### Franciaország
Szövetségi kapitány:  Laurent Blanc
Laurent Blanc 2012. május 29-én hirdette ki a 23 fős francia keretet.
| Szám | Poszt | Név                | Születési dátum / Kor            | Válogatottság | Gólok | Klub                |
| ---- | ----- | ------------------ | -------------------------------- | ------------- | ----- | ------------------- |
| 1    | K     | Hugo Lloris        | 1986. december 26. (25 évesen)   | 30            | 0     | Lyon                |
| 2    | V     | Mathieu Debuchy    | 1985. július 28. (26 évesen)     | 3             | 0     | Lille               |
| 3    | V     | Patrice Evra       | 1981. május 15. (31 évesen)      | 39            | 0     | Manchester United   |
| 4    | V     | Adil Rami          | 1985. december 27. (26 évesen)   | 17            | 0     | Valencia            |
| 5    | V     | Philippe Mexès     | 1982. március 30. (30 évesen)    | 23            | 1     | Milan               |
| 6    | KP    | Yohan Cabaye       | 1986. január 14. (26 évesen)     | 10            | 0     | Newcastle United    |
| 7    | KP    | Franck Ribéry      | 1983. április 7. (29 évesen)     | 57            | 7     | Bayern München      |
| 8    | CS    | Mathieu Valbuena   | 1987. január 2. (25 évesen)      | 10            | 2     | Marseille           |
| 9    | CS    | Olivier Giroud     | 1986. szeptember 30. (25 évesen) | 3             | 1     | Montpellier         |
| 10   | CS    | Karim Benzema      | 1987. december 19. (24 évesen)   | 42            | 13    | Real Madrid         |
| 11   | KP    | Samir Nasri        | 1987. június 27. (24 évesen)     | 28            | 3     | Manchester City     |
| 12   | KP    | Blaise Matuidi     | 1987. április 9. (25 évesen)     | 4             | 0     | Paris Saint-Germain |
| 13   | V     | Anthony Réveillère | 1979. november 10. (32 évesen)   | 16            | 1     | Lyon                |
| 14   | CS    | Jérémy Ménez       | 1987. május 7. (25 évesen)       | 10            | 0     | Paris Saint-Germain |
| 15   | KP    | Florent Malouda    | 1980. június 13. (31 évesen)     | 74            | 8     | Chelsea             |
| 16   | K     | Steve Mandanda     | 1985. március 28. (27 évesen)    | 14            | 0     | Marseille           |
| 17   | KP    | Yann M'Vila        | 1990. június 29. (21 évesen)     | 18            | 1     | Rennes              |
| 18   | KP    | Alou Diarra        | 1981. július 15. (30 évesen)     | 38            | 0     | Marseille           |
| 19   | KP    | Marvin Martin      | 1988. január 10. (24 évesen)     | 9             | 2     | Sochaux             |
| 20   | CS    | Hatem Ben Arfa     | 1987. március 7. (25 évesen)     | 8             | 2     | Newcastle United    |
| 21   | V     | Laurent Koscielny  | 1985. szeptember 10. (26 évesen) | 1             | 0     | Arsenal             |
| 22   | V     | Gaël Clichy        | 1985. július 26. (26 évesen)     | 11            | 0     | Manchester City     |
| 23   | K     | Cédric Carrasso    | 1981. december 30. (30 évesen)   | 1             | 0     | Bordeaux            |